# Tepliwka (Lubny)
Tepliwka (ukrainisch Теплівка; russisch Тепловка Teplowka) ist ein Dorf im Nordwesten der ukrainischen Oblast Poltawa mit etwa 930 Einwohnern (2017).
Das erstmals 1740 schriftlich erwähnte und seit 1773 unter seinem heutigen Namen bekannte Dorf liegt am rechten Ufer der Hnyla Orschyzja (Гнила Оржиця), einem 98 km langen, linken Nebenfluss der Orschyzja (Оржиця) im äußersten Nordwesten der Oblast Poltawa an der Grenze zur Oblast Kiew.
Das ehemalige Rajonzentrum Pyrjatyn befindet sich 30 km östlich, das Oblastzentrum Poltawa 215 km östlich und die Landeshauptstadt Kiew 135 km westlich von Tepliwka.
Im Süden des Dorfes verläuft die Fernstraße M 03.
In Tepliwka wird seit 1847 Tabak angebaut und seit 1889 gibt es im Ort eine Zigarettenfabrik.
Am 12. Juni 2020 wurde das Dorf ein Teil der Stadtgemeinde Pyrjatyn, bis dahin bildete es die gleichnamige Landratsgemeinde Tepliwka (Теплівська сільська рада/Tepliwska silska rada) im Westen des Rajons Pyrjatyn.
Am 17. Juli 2020 kam es im Zuge einer großen Rajonsreform zum Anschluss des Rajonsgebietes an den Rajon Lubny.

## Söhne und Töchter der Ortschaft
- Wassyl Remeslo (1907–1983), ukrainisch-sowjetischer Agrarwissenschaftler